# 丁丁在剛果
丁丁在剛果（法語：Tintin au Congo；英語Tintin in the Congo）是《丁丁歷險記》的第二部作品。作者是比利時漫畫家埃爾熱。故事的場景是比屬剛果（今剛果民主共和國）。此作品於1930年6月到1931年6月期間在比利時的兒童報紙二十世紀小伙伴上刊載。於1931年出版成冊。最早為黑白兩色印刷。1946年彩色化再版，1975年又進行了小的改編。由於此書中有一些種族主義和殖民主義的宣傳，以及一些虐殺動物的場面 (例如丁丁用槍射殺野生猩猩)，因而引發的一些批評與爭議。

## 故事簡介
丁丁與米路來到剛果的熱帶雨林，接觸到形形色色的動物，跟當地的黑人土著交朋友，更無意間成為一個部族的首領。然而，兩個部族忽起爭端、丁丁被吊起成為鱷魚的大餐、被丟進急流裡，就連米路也難以倖免，差點成為大蟒蛇的點心！究竟是誰從中作梗？背後又隱藏著甚麼陰謀？丁丁又如何脫身、破解謎團？